# Личка Јесеница
Личка Јесеница је насељено мјесто у Лици. Налази се у саставу општине Саборско, у Карловачкој жупанији, Република Хрватска.

## Географија
Личка Јесеница је удаљена око 4,5 км сјеверозападно од Саборског. Смјештена је близу планине Мала Капела, близу је Плитвичких језера и Плашког. Кроз село пролази ријека Јесеница, по којој је мјесто и добило име. У близини насеља пролази Личка пруга.

## Историја
Сматра се да је насељена 1609. године. До територијалне реорганизације у Хрватској, припадала је бившој великој општини Огулин. Личка Јесеница се од распада Југославије до августа 1995. године налазила у Републици Српској Крајини.

## Личка Јесеница данас
2006. године у Личкој Јесеници живи око 120 становника, од чега 72 Срба староседелаца, око 40-ак следбеника Харе Кришна те неколико Хрвата, који су се по одобрењу хрватских власти населили у празне куће протераних Срба.
Иначе, већ неколико година у Личкој Јесеници постоји Харе Кришна центар, који организује летњи камп за своје следбенике.

### Парохија
Расељено српско-православно становништво се окупља 2. августа сваке године за сеоску славу светог пророка Илију, односно Илиндан, који је и заштитник мјеста и мјештана.
У Личкој Јесеници је сједиште истоимене парохије Српске православне цркве. Парохија Личка Јесеница припада Архијерејском намјесништву плашчанском у саставу Епархије Горњокарловачке. Личка Јесеница има српску православну цркву која је посвећена Светом пророку Илији, а изграђена је 1751. године. Парохију сачињавају: Беговац и Блата.

## Становништво
Према попису становништва из 2011. године, насеље Личка Јесеница је имало 100 становника.
| Националност       | 2001.       | 1991.        | 1981.        | 1971.        | 1961.        |
| Срби               | 93 (78,15%) | 437 (98,42%) | 503 (90,95%) | 703 (98,04%) | 807 (98,77%) |
| Хрвати             | 18 (15,12%) | 1 (0,22%)    | 2 (0,36%)    | 8 (1,11%)    | 6 (0,73%)    |
| Југословени        | 0           | 0            | 46 (8,31%)   | 1 (0,13%)    | 0            |
| остали и непознато | 8 (6,72%)   | 6 (1,35%)    | 2 (0,36%)    | 5 (0,69%)    | 4 (0,48%)    |
| Укупно             | 119         | 444          | 553          | 717          | 817          |

| Националност   | 2001. | 1991. | 1981. | 1971. | 1961. | 1953. | 1948. | 1931. | 1921. | 1910. | 1900. | 1890. | 1880. | 1869. | 1857. |
| бр. становника | 119   | 444   | 553   | 717   | 817   | 972   | 1.002 | 1.268 | 998   | 1.093 | 1.150 | 1.087 | 988   | 984   | 910   |

- напомене:

До 1931. исказивано под именом Јесеница.

## Попис 1991.
На попису становништва 1991. године, насељено место Личка Јесеница је имало 444 становника, следећег националног састава:
| Попис 1991.‍ | Попис 1991.‍ | Попис 1991.‍ | Попис 1991.‍ | Попис 1991.‍ |
| ----------- | ----------- | ----------- | ----------- | ----------- |
|             |             |             |             |             |
| Срби        | Срби        |             | 437         | 98,42%      |
| Хрвати      | Хрвати      |             | 1           | 0,22%       |
| остали      | остали      |             | 1           | 0,22%       |
| непознато   | непознато   |             | 5           | 1,12%       |
| укупно: 444 |             |             |             |             |